# Gallop Meets the Earth
Gallop Meets the Earth è il primo album dal vivo del gruppo musicale canadese Protest the Hero, pubblicato nel 2009.

## Tracce
1. Sequoia Throne – 4:23
2. No Stars Over Bethlehem – 4:36
3. Bloodmeat – 4:01
4. The Dissentience – 5:32
5. Palms Read – 3:22
6. Blindfolds Aside – 5:30
7. Goddess Bound – 3:11
8. Goddess Gagged – 4:44
9. Spoils – 2:57
10. Nautical – 6:39
11. Limb from Limb – 5:35